# Catjangbohne
Die Catjangbohne (Vigna unguiculata subsp. cylindrica), auch Katjangbohne oder Angolabohne, ist eine Nutzpflanze aus der Unterfamilie der Schmetterlingsblütler (Faboideae). Sie ist eng mit der Kuhbohne und der Spargelbohne verwandt. Taxonomisch wird sie entweder als Unterart cylindrica oder catjang oder als Sortengruppe 'Biflora' von Vigna unguiculata geführt.

## Merkmale
Sie ähnelt stark der Nominatform der Art, der Augenbohne. Sie wächst strauchig bis 80 cm hoch oder kriechend-windend 30 cm hoch. Die dreifiedrigen Blätter stehen an langen Stielen. Das endständige Fiederblättchen ist 6 bis 16 cm lang. Die Blütentrauben stehen aufrecht und tragen paarig 4 bis 12 Blüten. Die Blütenfarbe ist variabel und reicht von Weiß bis Lila und Hellblau. Die jungen Hülsen stehen zunächst aufrecht, später können sie sich bis in eine waagrechte Position senken. Sie sind 7 bis 13 cm lang bei einem Durchmesser von 5 bis 7 mm, walzenförmig und gerade bis leicht gebogen. Zur Reifezeit färben sie sich von Grün über Gelb nach Braun.
Die Samen sind 5 bis 6, selten bis 12 mm lang, 3 bis 8 mm breit und 4 bis 6 mm dick. Die Farbe ist meist dunkel, häufig rot, schwarzbraun bis schwarz oder schwarz gepunktet. Häufig haben sie einen dreieckigen, weißen Nabel. Ihre Inhaltsstoffe sind denen der Augenbohne sehr ähnlich.
Die Chromosomenzahl beträgt 2n = 22.

## Anbau
Die Catjangbohne stammt ursprünglich aus Afrika, kam aber sehr früh nach Asien. Hier liegt heute ihr Anbauschwerpunkt, wo sie als Trockenbohne und Gemüsepflanze genutzt wird. Statistiken fehlen.
Sie wird vorwiegend in den Tiefländern der Tropen und Subtropen angebaut, in den Tropen gedeiht sie bis in Höhenlagen von 2000 Meter. Der Niederschlag soll zwischen 700 und 1700 mm liegen, wobei der Anbau so erfolgt, dass die Ernte nach der Regenzeit stattfindet. Zu hohe Niederschläge führen zu hohen Blattmassen und geringer Samenbildung. Die Temperatur soll zwischen 12 und 28 °C liegen, der Boden-pH zwischen 5 und 7,5. Die Pflanzen gedeihen auch auf leichten Böden, mittlere und schwere Böden führen zu höheren Erträgen. Die Erträge liegen meist unter einer Tonne Samen pro Hektar.

## Nutzung
Dunkle Samen werden häufig als Tierfutter verwendet, die hellen werden eher vom Menschen gegessen. Ihnen wird eine bessere Verdaulichkeit zugesprochen. Blätter und junge Hülsen werden als Gemüse oder Salat verzehrt. Die ganzen Pflanzen werden auch als Grünfutter verwertet und liefern dann 20 bis 40 Tonnen Grünmasse pro Hektar.